# Грабіжники (фільм, 1896)
«Грабіжники» (англ. Footpads) інша назва «Пограбування букмекера» (англ. The Arrest of a Bookmaker) - німий короткометражний британський документальний фільм 1896 року режисера Вільяма Поля.

## Сюжет
На немолодого джентльмена в циліндрі нападають троє грабіжників, до нього на виручку поспішає полісмен. Втім, перед представником закону трійця пасувати не має наміру.

## Цікаві факти
- Ймовірно, це перша кримінальна драма в історії кінематографа.
- Цей фільм остання спільна робота Вільяма Поля і Бірта Акреса
- Footpad перекладається як грабіжник (злодій), що спеціалізується на вуличних перехожих, тих що ходять пішки. Слово вживалося до XIX століття.